# Little birds (Neutral Milk Hotel)
Little birds is een single van de Amerikaanse indierockgroep Neutral Milk Hotel uit 2011.

## Achtergrond
De single bevat twee oude versies van het nummer Little birds: een nooit eerder ten gehore gebrachte studio-opname op de A-kant en een liveopname in Athens (Georgia) van 5 december 1998 op de B-kant.
Little birds werd geschreven op 5 december 1998 en werd dezelfde avond door Jeff Mangum ten gehore gebracht op het verjaardagsfeest van Chris Bilheimer, de artdirector van de groep. Het optreden werd opgenomen door Lance Bangs en is te horen op de B-kant van de single. Kort daarna staakte Mangum alle activiteiten met Neutral Milk Hotel. Sindsdien heeft geen enkel nieuw nummer van de groep het licht gezien, waardoor Little birds tot zover bekend het laatste nummer van de groep is. 
Het lied is een opmerkelijk duister nummer in het repertoire van Mangum, waarin het homoseksuele broertje van de verteller wordt vermoord door zijn fundamenteel religieuze vader. De single is opgedragen aan de homoseksuele student Matthew Shepard, die twee maanden voordat het lied werd geschreven, werd vermoord.

## Nummers
Alle muziek en teksten zijn geschreven door Jeff Mangum. 
| Nr. | Titel        | Duur |
| --- | ------------ | ---- |
| 1.  | Little birds | 6:02 |

| Nr. | Titel               | Duur |
| --- | ------------------- | ---- |
| 2.  | Little birds (live) | 4:36 |

## Bezetting[1]
- Jeff Mangum – gitaar, stem
- Craig Morris – geluidstechniek
- Robert Schneider – opname (A-kant)
- Lance Bangs – (opname B-kant)